# Sigar
Sigerはハードウェア、OSの動作状況をクロスプラットフォーム、クロスランゲージプログラミングで情報を得るためのApache Licenseで提供される自由ソフトウェアライブラリである。
多数の一般的なコンピューター言語、25を超える異なるOS、ハードウェアの組み合わせに移植されている。Sigarは、System Information Gatherer And Reporterの略で、Apache Web Serverのmod_perlの開発者であるDoug MacEachernによりオリジナルは開発された。